# یوژف سابو (بازیکن فوتبال)
یوژف سابو (اوکراینی: Йожеф Йожефович Сабо؛ زادهٔ ۲۹ فوریهٔ ۱۹۴۰) بازیکن و مربی فوتبال اهل اتحاد جماهیر شوروی سوسیالیستی بود.
از باشگاه‌هایی که در آن بازی کرده‌است می‌توان به باشگاه فوتبال زوریا لوهانسک، باشگاه فوتبال اوورلا اوژهورود، باشگاه فوتبال دینامو کی‌یف، و باشگاه فوتبال دینامو مسکو اشاره کرد.
وی همچنین در تیم ملی فوتبال شوروی بازی کرده‌است.